# Bandakagni Tomora
Bandakagni Tomora  est une localité du nord-est de la Côte d'Ivoire, et appartenant au département de Sandégué, district de Zanzan. La localité de Bandakagni Tomora est un chef-lieu de commune.